# Лексінгтон (Джорджія)
Лексінгтон (англ. Lexington) — місто (англ. city) в США, в окрузі Оглторп штату Джорджія. Населення — 203 особи (2020).

## Географія
Лексінгтон розташований за координатами 33°52′12″ пн. ш. 83°6′37″ зх. д. / 33.87000° пн. ш. 83.11028° зх. д. (33.870069, -83.110154).  За даними Бюро перепису населення США в 2010 році місто мало площу 1,42 км², уся площа — суходіл.

## Демографія
Згідно з переписом 2010 року, у місті мешкало 228 осіб у 108 домогосподарствах у складі 67 родин. Густота населення становила 161 особа/км².  Було 123 помешкання (87/км²).
Расовий склад населення:
| - 75,0 % — білих - 23,7 % — чорних або афроамериканців - 0,4 % — вихідців з тихоокеанських островів |

До двох чи більше рас належало 0,9 %. Частка іспаномовних становила 0,0 % від усіх жителів.
За віковим діапазоном населення розподілялося таким чином: 19,3 % — особи молодші 18 років, 63,2 % — особи у віці 18—64 років, 17,5 % — особи у віці 65 років та старші. Медіана віку мешканця становила 44,8 року. На 100 осіб жіночої статі у місті припадало 82,4 чоловіків;  на 100 жінок у віці від 18 років та старших — 84,0 чоловіків також старших 18 років.
Середній дохід на одне домашнє господарство  становив 86 867 доларів США (медіана — 31 250), а середній дохід на одну сім'ю — 112 077 доларів (медіана — 46 042). За межею бідності перебувало 20,1 % осіб, у тому числі 35,1 % дітей у віці до 18 років та 8,2 % осіб у віці 65 років та старших.
Цивільне працевлаштоване населення становило 111 осіб. Основні галузі зайнятості: освіта, охорона здоров'я та соціальна допомога — 33,3 %, роздрібна торгівля — 18,9 %, науковці, спеціалісти, менеджери — 15,3 %.